# Kate Gosselin
Kate Irene Gosselin, z panieńskiego Kreider (ur. 28 marca 1975 w Filadelfii, Pensylwania) – amerykańska celebrytka, osobowość telewizyjna i autorka książek. Najbardziej znana z udziału w reality show Rodzina 2+8 (Jon & Kate Plus 8).

## Życiorys
Urodziła się w Filadelfii w stanie Pensylwania jako jedno z pięciorga dzieci. Została pielęgniarką dyplomowaną po ukończeniu kursu w The Reading Hospital and Medical Center in Reading. Pracowała w tym szpitalu do 2004 roku. 5 października 1997 roku podczas pikniku poznała swojego przyszłego męża Jona. 12 czerwca 1999 roku para wzięła ślub. 8 października 2000 roku Kate urodziła dwójkę dzieci – Carę Nicole i Madelyn Kate, zwaną po prostu Mady. Małżeństwo leczyło bezpłodność, ponieważ Kate cierpiała na zespół wielotorbielowatych jajników. Po dalszych leczeniach Kate zaszła w ciążę. 10 maja 2004 roku w szpitalu Penn State Milton S. Hershey Medical Center w Hershey urodziła sześcioraczki: Alexis Faith, Hannah Joy, Aadena Jonathana, Collina Thomasa, Leah Hope oraz Joela Kevina. Rodzina została pokazana w reality show Home Delivery telewizji NBC, kiedy ich dom w Wyomissing został odnowiony i przygotowany na przyjęcie wielodzietnej rodziny.
22 czerwca 2009 roku para wniosła sprawę rozwodową. Kate i Jon powiedzieli, że ich ośmioro dzieci pozostanie w domu w Wyomissing. Zapewnili również publicznie (podczas jednogodzinnego odcinka emitowanego 22 czerwca 2009 roku, czyli tego samego dnia, w którym wnieśli sprawę rozwodową), że ich rozwód jest najlepszym sposobem pozostania częścią życia swoich dzieci.
We wrześniu 2009 roku Kate pojawiła się w talk-show z Paulą Deen. Udzieliła również wywiadu Natalie Morales, który miał premierę w TLC 2 listopada 2009 roku. Kate była także gościem u Ellen DeGeneres.
Od 22 marca do 20 kwietnia 2010 roku brała udział w show Dancing with the Stars, jej tanecznym partnerem był Tony Dovolani; zajęli 8 miejsce (na 11 możliwych).

## Rodzina 2+8
Jon z Kate i ich dzieci pojawili się w reality show Rodzina 2+8, który ukazywał ich prawdziwe życie. Pierwsze dwa sezony programu zostały wyemitowane przez Discovery Health, a następnie przeniesiono go do TLC.
We wrześniu 2005 roku rodzina Gosselinów rozpoczęła swój program zatytułowany Surviving Sextuplets and Twins. Rok później pojawili się w Surviving Sextuplets and Twins: One Year Later. Oba programy uzyskały wysokie wskaźniki oglądalności, dlatego Discovery Health podpisał z rodziną kontrakt na jeszcze jedną serię, która rozpoczęła się w kwietniu 2007 roku. Rodzina była filmowana trzy lub cztery dni w tygodniu i otrzymywała wynagrodzenie za występ.
W odcinku z 22 czerwca 2009 roku zostało ogłoszone, iż para jest w separacji i planuje rozwód. W tym dniu Kate i Jon spotkali się, aby sfinalizować plany rozwodowe. Wyjaśnili jednak, że nie zaprzestają nagrywać kolejnych odcinków programu. Jednakże 23 czerwca 2009 roku stacja TLC ogłosiła, że program zostanie na jakiś czas przerwany. Według TLC program stał się nierealny, gdyż Jon Gosselin i Kate mieszkaliby osobno, co w takim przypadku wiązało się z problemami przy produkcji widowiska.
29 września 2009 roku stacja TLC ogłosiła, że zmienia tytuł programu na Kate Plus 8 i będzie teraz ukazywał życie samotnej matki ze swymi dziećmi. Jon Gosselin kontynuowałby swój udział, ale znacznie rzadziej. 23 listopada 2009 roku został wyemitowany ostatni odcinek z pięciu sezonów. Decyzję o zaprzestaniu kręcenia reality show podjął Jon Gosselin.